# Тимея
Тимея (др.-греч. Τιμαία, V век до н. э.) — спартанская царица.

## Биография
Тимея была замужем за царём Спарты Агисом II из рода Еврипонтидов.
По свидетельству некоторых античных авторов, во время пребывания в Спарте бежавшего из родных Афин Алкивиада Тимея вступила с ним в любовные отношения. Агис в это время находился за пределами города. По словам Плутарха, Тимея была влюблена в афинянина; тот же, «посмеиваясь, говорил, что сделал это не из дерзкого озорства и не по вожделению, но только ради того, чтобы Спартою правили его потомки.» У царицы родился сын Леотихид, которого она, однако, в присутствии служанок и подруг, называла Алкивиадом. Сам же Агис, ставший теперь врагом Алкивиада, вынужденного скрыться уже из Спарты, знал, что не спал с женой во время зачатия Леотихида и признал его, только находясь на смертном одре, под влиянием просьб самого юноши и своих друзей, в присутствии многих свидетелей.
Но всё же сын Тимеи не стал преемником умершего в 402 или 401 году до н. э. царя — им оказался при содействии пользовавшегося большим влиянием в Спарте Лисандра младший брат Агиса Агесилай II. При этом противодействие хромому Агесилаю пытался оказать прославленный прорицатель Диопиф, который отнёс на его счет предсказание, что Спарта при таком царе изведает много бедствий. Поэтому многие спартанцы приняли сначала сторону сына Тимеи. Но Лисандр заявил, что Диопиф неверно толкует предсказание: «бог не разгневается, если Лакедемоном будет управлять царь, хромающий на одну ногу, но царская власть окажется хромой, если царствовать будут не Гераклиды, а люди низкого происхождения и незаконнорожденные.» Как пишет Плутарх, вступив во владение имуществом Агиса, Агесилай лишил Леотихида этого права. Однако, увидев, что родственники Тимеи сильно нуждаются, передал им половину полученного состояния, снискав тем самым себе ещё большее расположение сограждан.
Но Павсаний указывает, что «какой-то злой дух внушил сказать в присутствии эфоров, что Агис считает Леотихида не своим сыном» и вспоминает историю Аристона и Демарата.
Вообще же, как считают некоторые исследователи, обвинение в незаконном рождении спартанского царя или претендента было достаточно обычным приемом.